# Media Luna (Cesar)
Media Luna es un centro poblado del departamento colombiano de Cesar, bajo jurisdicción del municipio de San Diego. Ubicado cerca de las estribaciones de la Serranía del Perijá.

## Vías de comunicación
Para llegar al centro poblado existen dos vías terrestres: una por la salida de la cabecera municipal, hacia el nororiente por una vía pavimentada en varios de sus tramos; la otra vía es desde el centro poblado Nuevas Flores, trayecto que se encuentra en carretera destapada y mal estado.

## Geografía
Su clima oscila entre los 15 y 20 °C, propicio para la agricultura especialmente para los cultivos de café, cacao, maíz y yuca, está bañado por los ríos el Perú y Gota fría.

## Historia
El 27 de octubre de 1996 un grupo de hombres de las Autodefensas Campesinas de Córdoba y Urabá, ACCU, junto a un grupo de paramilitares del norte del Cesar, llegaron al centro poblado Media Luna (Cesar) y asesinaron a siete personas.  Los ‘paras’ se llevaron a cuatro personas más, de las cuales no se volvió a saber nada.